# Arsenura ponderosa
Arsenura ponderosa is een vlinder uit de onderfamilie Arsenurinae van de familie nachtpauwogen (Saturniidae).
De wetenschappelijke naam van de soort is voor het eerst geldig gepubliceerd door Lionel Walter Rothschild in 1895.

## Ondersoorten
- Arsenura ponderosa ponderosa
- Arsenura ponderosa yungasensis